# Jan Lála
Jan Lála (Libická Lhotka, Checoslovaquia, 10 de septiembre de 1938) es un exfutbolista checo que se desempeñaba como defensa.

## Selección nacional
Fue internacional con la selección de fútbol de Checoslovaquia en 37 ocasiones y convirtió un gol. Formó parte de la selección subcampeona de la Copa del Mundo de 1962.

### Participaciones en Copas del Mundo
| Mundial                        | Sede  | Resultado  | Partidos | Goles |
| ------------------------------ | ----- | ---------- | -------- | ----- |
| Copa Mundial de Fútbol de 1962 | Chile | Subcampeón | 5        | 0     |

## Clubes
| Club                   | País           | Año       |
| ---------------------- | -------------- | --------- |
| Slavia Praga           | Checoslovaquia | 1955-1957 |
| Dukla Pardubice        | Checoslovaquia | 1958-1960 |
| Slavia Praga           | Checoslovaquia | 1960-1969 |
| Lausanne Sports        | Suiza          | 1969-1973 |
| Spartak Ústí nad Labem | Checoslovaquia | 1973-1975 |

## Palmarés

### Distinciones individuales
| Distinción        | Año  |
| ----------------- | ---- |
| Cena Václava Jíry | 1997 |